# Денте, Марко
Марко Денте, также Марко да Равенна, Марко Равеньяно (итал. Marco Dènte, Marco da Ravenna, Marco Ravegnano, 1493, Равенна — 1527, Рим) — итальянский рисовальщик и гравёр по меди эпохи Возрождения. Ученик Маркантонио Раймонди, выполнявший вместе с учителем гравюры по рисункам Рафаэля Санти.

## Биография и творчество
Биографических сведений о нём сохранилось очень мало. Известно, что он родился в Равенне, был одним из учеников Маркантонио Раймонди и считался одним из самых талантливых среди них. Его первая известная работа датирована 1515 годом. Художник погиб во время разграбления Рима войсками Карла V в 1527 году (итал. Sacco di Roma).
Марко Денте вместе с Агостино Венециано работал в римской мастерской Маркантонио Раймонди и подписывал свои гравюры монограммой «MR». Многие приписываемые ему работы идентифицируются на основе инициалов «SR», которые Джорджо Вазари назвал «знаком Рафаэля». Однако, возможно, монограмма означает: «Scultore Ravegnano» или «Ravegnano» (альтернативная версия предполагает существование некоего гравёра Сильвестро, или Северуса, из Равенны).
Большинство произведений Марко Денте выполнены по рисункам и картинам Рафаэля, некоторые из них награвированы при участии Маркантонио, иные основаны на рисунках других мастеров, а именно Россо Фьорентино, Баччо Бандинелли, Джулио Романо, Джован Франческо Пенни. Отдельную группу составляют композиции на темы известных скульптур. Причём только на одной из этих гравюр указана дата — 1519 год.
В течение долгого времени споры вызывал вопрос об авторстве знаменитой гравюры по рисунку Рафаэля «Избиение младенцев». Различные варианты этой гравюры выполняли и Маркантонио Раймонди, и Агостино Венециано, и Марко Денте.
Всего известно около семидесяти гравюр, связанных с работой Марко Денте. Все они значительно различаются по качеству и стилю. Многолетнее изучение данных, относящихся к анализу техники и индивидуальной манеры гравирования Марко Денте, приводит к выводу, что «с абсолютной уверенностью можно говорить об авторстве только одной гравюры, а именно „Лаокоона“, подписанного полностью».

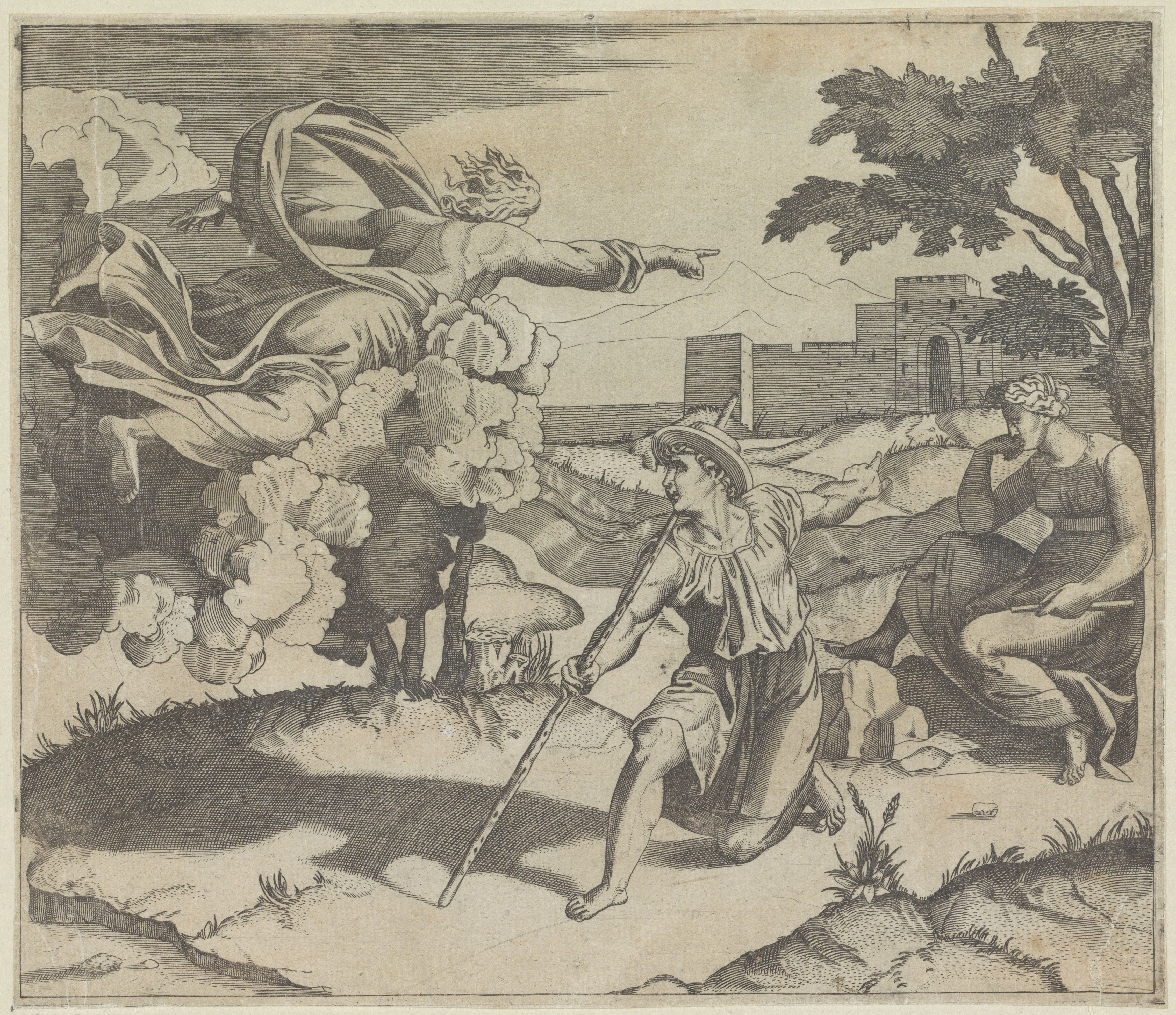
Бог предупреждает Исаака об опасности путешествия в Египет. Гравюра резцом на меди
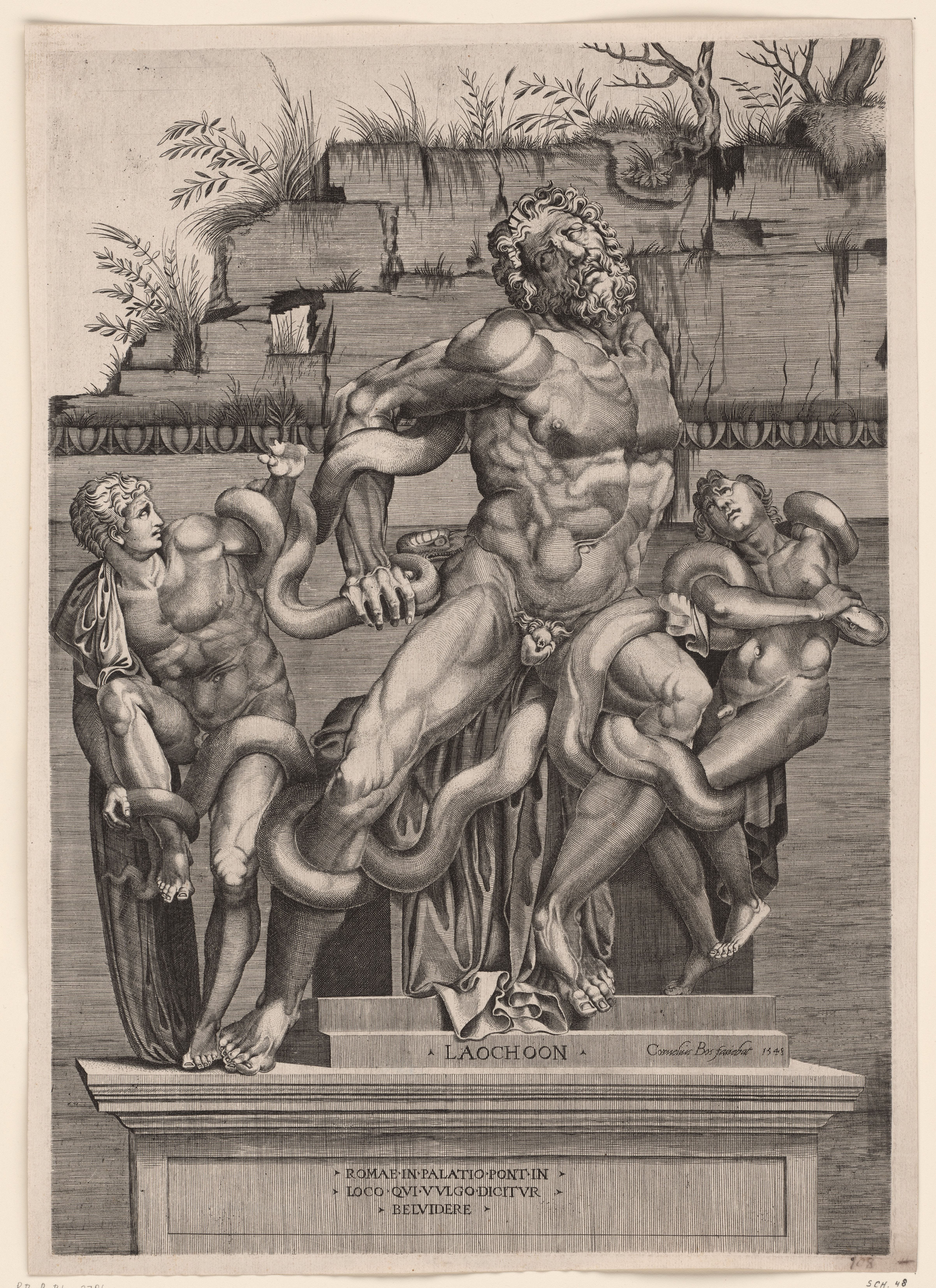
Лаокоон с сыновьями. 1527 (?). Гравюра резцом на меди
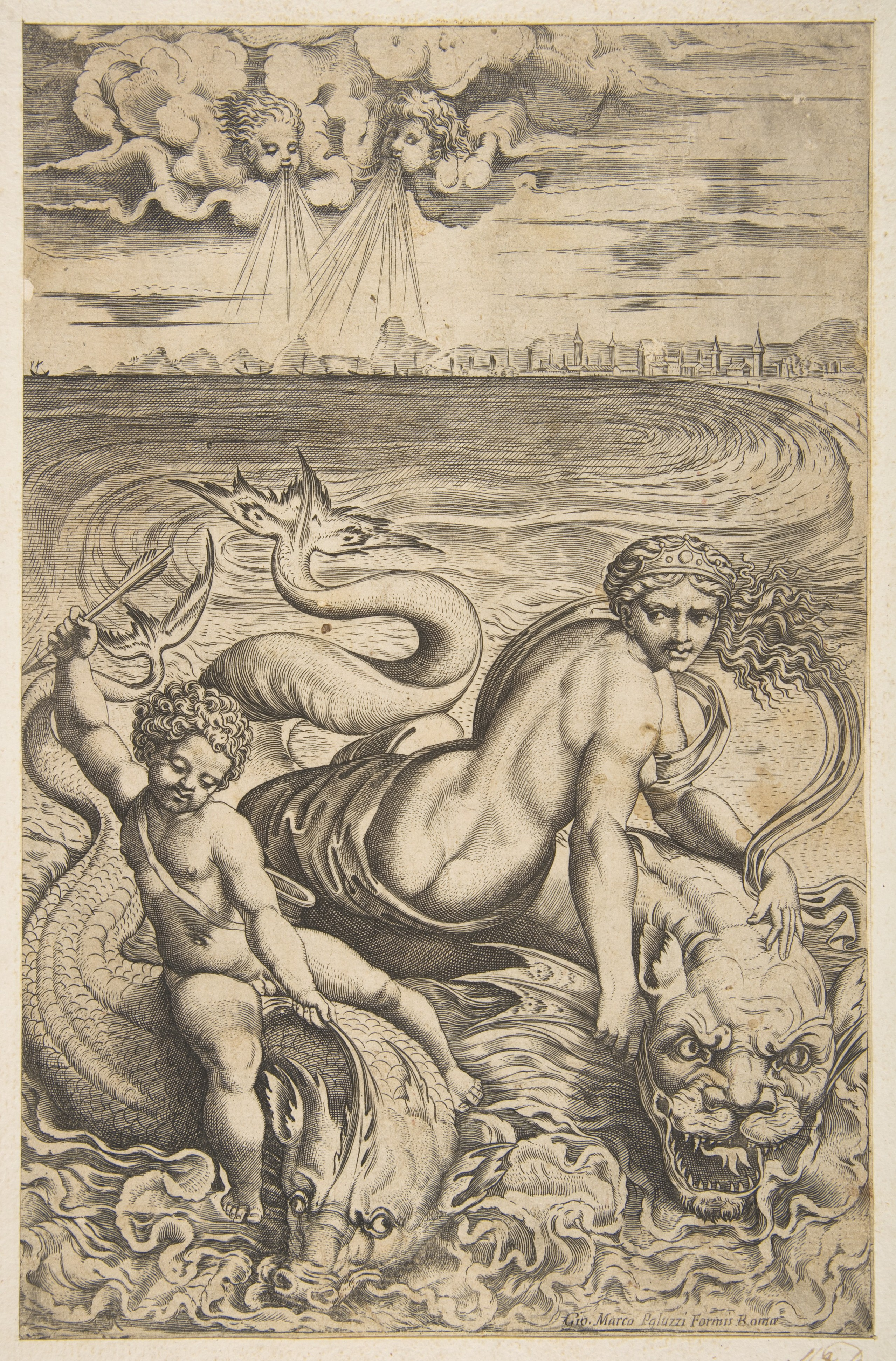
Венера и Купидон на двух морских чудовищах. По рисунку Рафаэля. Ок. 1515. Гравюра резцом на меди
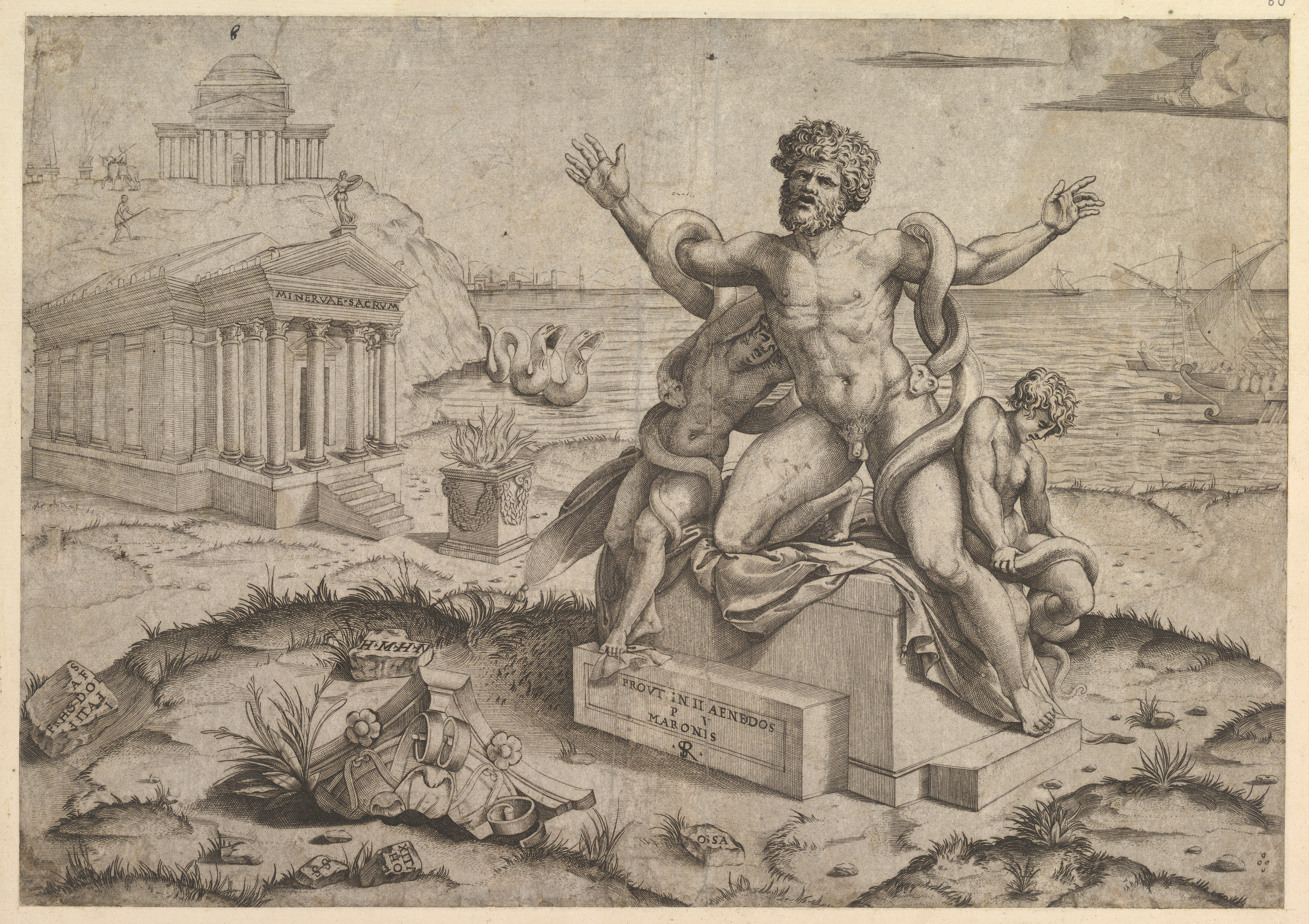
Зеркало Рима. Античный рельеф с Лаокооном. Ок. 1516. Гравюра резцом на меди
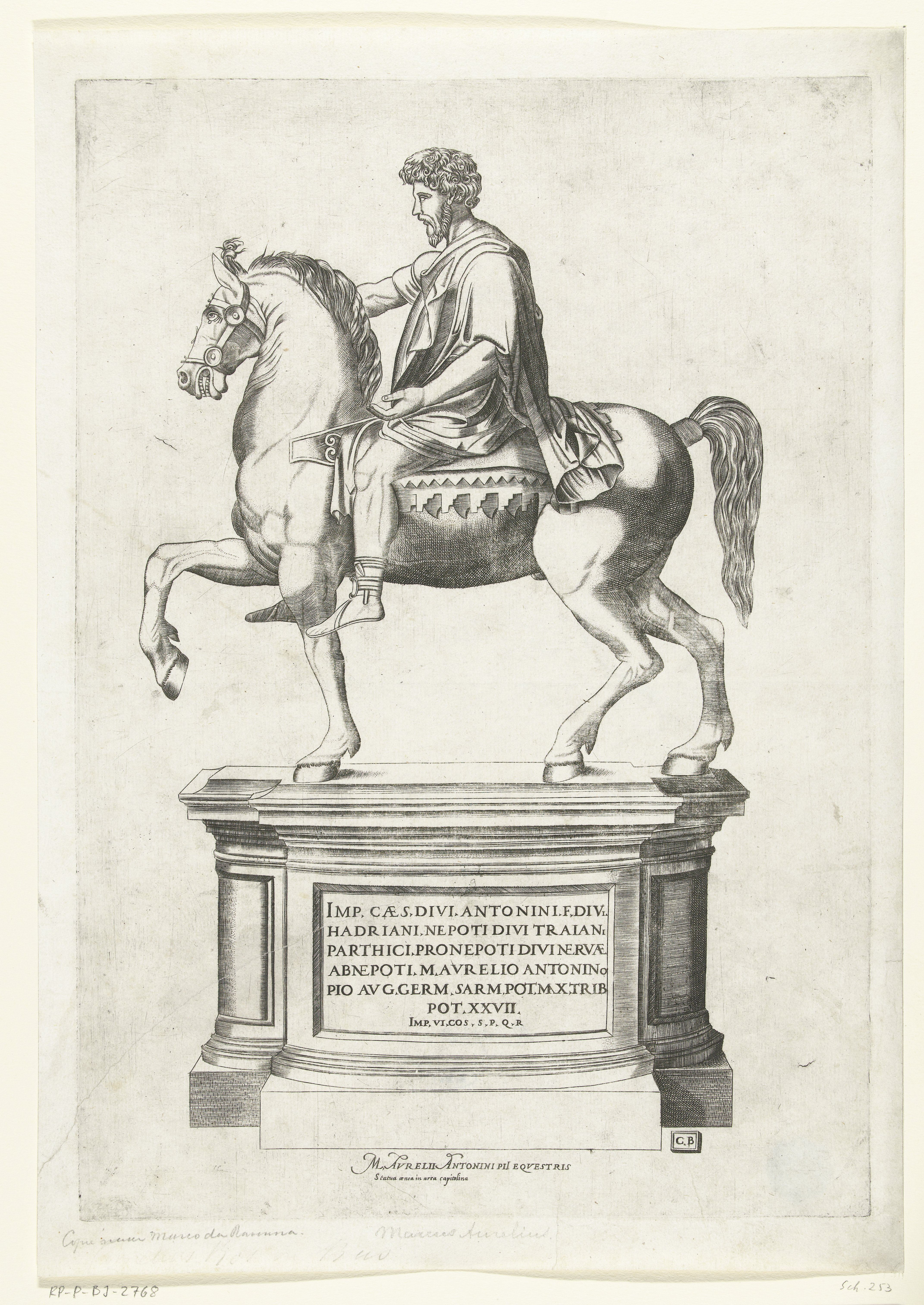
Статуя Марка Аврелия. Ок. 1516. Гравюра резцом на меди